# カパル
カパル（ラテン文字表記：Kapal）は、（公財）志木市文化スポーツ振興公社の公式イメージキャラクター。

## 概要
2000年（平成12年）　志木市民会館パルシティ職員の卓上メモ用紙にて誕生。志木市の河童伝説に因み、身体は河童の姿をしている。その後、長い放置期間を経て、2011年にカパル公式アカウント( @shiki_kapal )が開設される。同年9月30日　twitterフォロワー数を急速に伸ばし、また昨今のゆるキャラブームもあり、10年の時を経て三次元化し、地上に降臨。熱烈なファンが全国にいて「カパラー」と呼ばれる。
2018年、ゆるキャラグランプリ優勝。埼玉県勢として初の快挙となる。
2017年以降はふなっしー率いるキャラクターメタルバンド「CHARAMEL」のベース担当。 
2018年12月2日には志木市の「特別住民」にもなった。また、志木市広報大使や埼玉県の「けんこう大使」にも任命されている。

## プロフィール
- 名前 カパル
- 種族 河童（カッパ）
- 性別 ♂でも♀でもない[1]
- 空腹になると背が縮む。
- 好物はきゅうりのほか、麦汁（ビールのこと）や焼肉や寿司のえんがわなど。
- 他のキャラクターにきゅうりを振舞うことが生きがい。
- 趣味はアニメ・特撮鑑賞、料理。
- 特技はツイッター、エゴサーチ。
- 変態であるがエロではない。
- 変態はほめ言葉。
- ベーシスト
- ご当地キャラバンドGCB47のメンバー
- 志木市の特別住民である。でも住民税の納税は免除。
- 肩書きは志木市広報大使。
- 所属 (公財)志木市文化スポーツ振興公社　公式キャラクター
- ゆる玉応援団: 団員No.70（2011年11月21日入団）[6]。
- 語尾に「だお」とつけることがある。

## 歴史
2000年
- 志木市民会館パルシティ職員の卓上メモ用紙にて誕生[1]。

2001年
- 公社広報誌「Sacaso」が発刊され、２(秋)号誌にて名前を公募。
- 多数の応募の中から“かっぱ”の「か・ぱ」と市民会館の愛称“パルシティ”の「パ・ル」を掛け合わせた【カパル】に決定し、３(冬)号誌にて襲名披露。
- しかし、この後広報誌は休刊となり、しばらく目立った登場がない状態となる。

2011年
- 6月　Twitterの市民会館公式アカウントにてカパルに関する投稿があり、その姿や経緯について話題となった。
- この動きをキッカケに、Twitterにカパル公式アカウント( @Shiki_kapal )が開設される。
- 9月30日　Twitterフォロワー数を急速に伸ばし、また昨今のゆるキャラブームもあり、10年の時を経て三次元化。地上に降臨。

2012年
- 埼玉県の「彩の国けんこう大使」[5]に志木市代表として任命される。

2013年
- ゆるキャラグランプリ2013のランキングは1580キャラ中総合63位、ご当地60位、埼玉県3/75だった[7]。

2017年
- 8月21日、志木市広報大使の第1号に任命され、委嘱状が交付される[8]。
- ゆるキャラグランプリ2017のランキングは得票数183429ptを獲得し、1158キャラ中総合18位、ご当地11位、埼玉県1/71だった。

2018年
- 愛読書だった雑誌「レタスクラブ」に連載開始
- そのファンイベントではわりと直前に当たり前みたいに積まれたレタスクラブ総てにサインを入れるという苦行に耐える頑張り屋さん
- でもその内容は未公開
- 大阪府東大阪市の花園中央公園にて開催された「ゆるキャラグランプリ2018 in 花園〜ラグビーのまち東大阪〜」で得票数889346ptを獲得し、暫定4位から逆転優勝[2]。大会前にゆるキャラグランプリからの勇退を表明しており、有終の美を飾った[9]。
- 12月2日 市民会館パルシティにて開催された市民まつりのご当地キャラのイベントで、志木市より特別住民票が交付され[10][11][12]、志木市の特別住民となる。

## メディア出演
ラジオ出演
- 2012年12月26日　すまいるエフエム（コミュニティFM放送局）の夕方看板番組「おかえりスマイル」へ喋れないことを承知で、スペシャルゲストとしてオファーを受け、ラジオ出演している。
- 2013年ラジオNIKKEIに出演。
- 2014年山田るま、石田洋介、GCB47のメンバーとともにnack5に出演。

テレビ出演
- 2013年7月28日放送の獣電戦隊キョウリュウジャーのエンディングのダンスで出演。
- 2013年8月と12月にフジテレビスーパーニュースのお天気コーナーに出演している。
- 2013年8月フジテレビゆるキャラダンス選手権に出演、スーパーニュース内で放映される。
- 2014年1月フジテレビゆるキャラダンス選手権に出演、スーパーニュース内で放映される。
- 2014年1月テレビ埼玉に石田洋介とともに出演。生ベース演奏を披露。

## テーマソング
いずれも公式サイトから視聴可能。ゆきゆっき&まめが歌う。
- カパル体操（作詞：Ｍａｋｉ、作曲：Ｙｕ）
みんな覚えて一緒に体操してお
- カパ音頭（作詞：エンドケイプ、作曲：ＴＡＭＩＹＡ）
人もカッパもみんなで踊ろう(・Θ・)ゝ”
- カパル大行進　～みんなありカパール～

## アプリ
- はじける！ご当地キャラクター&ポップ（無料ゲームアプリ:iPhone/Android）[13]
- ご当地キャラクターコレクション「コレキャラ」（株式会社ピース制作、スマートフォン、2013年3月21日）[14]
- ゲームアプリ「じもキャラタッチ」[15]
- 観光地紹介アプリ「観光地ですよ。 ご当地キャラ100人に聞きました」（株式会社PIVOT制作、スマートフォン、2013年6月29日）[16]

## その他
- 東武鉄道は2014年5月1日、東京都および埼玉県内を運行する東武東上本線が100周年を迎えたことを記念し、東武50000系電車（10両1編成）を使用して東武東上線の沿線25自治体32キャラクターを車両側面にラッピングした「キャラクタートレイン」を東上本線の池袋-森林公園間を中心に2014年7月1日から2015年3月31日までの間運行され、「カパル」のほか同じ志木市のキャラクターである「カッピー」や「志木あらちゃん」もその32キャラクターに含まれた[17]。
- 2019年1月30日から10月10日まで、東武東上線志木駅東口広場のペデストリアンデッキに、巨大なカパルのトリックアートが展示された[18][19]。
- 志木市が市制施行50周年を迎えた2020年4月1日から、公募から選ばれたカパルがデザインされたマンホールのふたが志木市内の二箇所に設置された[20]。
- 2021年12月1日から始まった志木駅東口駅前広場のイルミネーションでは、カパルの電飾も登場した。また、最優秀者はカパルと記念撮影出来るフォトコンテストが2022年1月31日まで開催される[21]。